# Thiên long bát bộ (phim truyền hình 1982)
Thiên long bát bộ (tiếng Anh: Demi-Gods and Semi-Devils, tiếng Hoaː天龙八部) là bộ phim truyền hình kinh điển sản xuất vào năm 1982 của hãng truyền hình TVB. Phim được phóng tác từ tiểu thuyết võ hiệp Thiên long bát bộ của nhà văn Kim Dung. Bộ phim dài 50 tập, gồm 2 phần với tựa đề lần lượt làː Thiên Long bát bộː Lục mạch thần kiếm và Thiên Long bát bộː Hư trúc truyền kỳ. 

## Nội dung phim
Truyện phim nói về 3 người anh hùngː Kiều Phong, Đoàn Dự và Hư Trúc. Họ tình cờ quen biết nhau và kết nghĩa anh em nhưng hoàn cảnh 3 người gặp phải đều khác nhau nhưng vẫn nguyện thề sống chết.
Kiều Phong, nguyên Bang chủ Cái Bang, người gốc Khiết Đan, cha mẹ bị hãm hại và bị người Hán giết chết; Đoàn Dự, độc tử và là người nối ngôi duy nhất của vương tộc Đại Lý, là con của Đoàn Diên Khánh đệ nhất ác nhân; Hư Trúc, xuất phát từ một chú tiểu của Thiếu Lâm Tự, sau được chức cung chủ và chưởng môn của Tiêu Dao Phái, con của Nhị ác Diệp nhị Nương và phương trượng Thiếu Lâm Huyền Từ đại sư.
Trong khi đó, Mộ Dung Bác giả tu hành, lén luyện thần công trong Tàng Kinh Các, hợp sức với Cưu Ma Trí trong tay có Dịch Cân Kinh, hạ sát Vô Danh tăng và Tiêu Viễn Sơn. Tuy nhiên Vô Danh tăng phát hiện âm mưu sớm nên kịp thời đẩy Tiêu Viễn Sơn xuống giếng sâu, chỉ là không đánh lại hai người kia hợp sức. Tiếp đó Mộ Dung Bác hợp với Cưu Ma Trí khống chế Thiếu Lâm, lấy đi Lục Ngọc Trượng, dùng tên Duyên Căn làm trụ trì. Sau này Hư Trúc đem Mộng Cô về thăm chùa mới cứu nạn Thiếu Lâm Tự.

## Diễn viên và vai diễn
- Lương Gia Nhân vai Kiều Phong / Tiêu Phong
- Thang Trấn Nghiệp vai Đoàn Dự
- Huỳnh Nhật Hoa vai Hư Trúc
- Trần Ngọc Liên vai Vương Ngữ Yên
- Huỳnh Hạnh Tú vai A Châu / Chung Linh
- Trần Phục Sinh vai A Tử
- Dương Phán Phán vai Mộc Uyển Thanh
- Thạch Tú vai Mộ Dung Phục
- Tạ Hiền vai Đoàn Chính Thuần
- Luơng San vai Đao Bạch Phụng
- Lý Lâm Lâm vai Mẹ Vương Ngữ Yên
- Lữ Hữu Huệ vai Cam Bảo Bảo
- Bạch Nhân vai Nguyễn Tinh Trúc
- Huỳnh Văn Tuệ vai Tần Hồng Miên
- Lâm Kiến Minh vai Mã Phu Nhân
- Lưu Triệu Minh vai Đoàn Diên Khánh
- Lưong Ái vai Diệp Nhị Nương
- Lưu Quốc Thanh vai Nhạc Lão Tam
- Duơng Viêm Đường vai Vân Trung Hạc
- Cam Quốc Vệ vai Du Thản Chi
- Trương Anh Tài vai Đoàn Chính Minh
- Thạch Kiên vai Tiêu Viễn Sơn
- Quan Hải Sơn vai Mộ Dung Bác
- Lý Huơng Cầm vai Nữ hoàng (khách mời)
- Ju Gong vai Chu Man-lei
- Hà Lễ Nam vai Chu Đan Thần
- Huỳnh Mẫn Nhi vai A Bích
- Mã Khánh Sinh vai Đặng Bách Xuyên
- Cao Hùng vai Công Dã Càn
- Dư Tử Minh vai Bao Bất Đồng
- Tiêu Hùng vai Phong Ba Ác
- Quan Tinh vai Toàn Quán Thanh
- Robert Siu vai Bạch Thế Kính
- Gam Lui vai Elder Chui
- Bạch Văn Bưu vai Elder
- Trương Lôi vai Khưu Ma Trí
- Tăng Vĩ Minh vai Chung Vạn Thù
- Hà Bích Kiên vai Yuen-chi
- Giang Nghị vai Yuen-fu
- Ng Yip-kwong vai Sin Cheng
- Đàm Nhất Thanh vai Đàm Công
- Trần Lập Phấn vai Đàm Bà
- Dư Minh vai Triệu Tiền Tôn
- Hứa Thiệu Hùng vai Tả Tử Mục
- Duơng Trạch Lâm vai Gia Luật Hồng Cơ
- Yip Ha-lee vai Sư quét chùa
- Cheng Kun-sin vai Vô Nhai Tử
- Vuơng Ái Minh vai Thiên Sơn Đồng Lão
- Lê Thiếu Phân vai Lý Thu Thủy
- Lau Hak-suen vai Đinh Xuân Thu
- Lý Tú Kỳ vai Tô Tinh Hà
- Lý Quốc Luân vai Vương tử Thổ Phồn
- Lạc Ứng Quân vai Hak-lin Tit-shu
- Tăng Giang vai vua Tây Hạ
- Luơng Triều Vỹ
- Ngải Uy (Từ Uy Tín)
- Trương Triệu Huy
- Ngô Trấn Vũ
- Tần Hoàng
- Hồ Mỹ Nghi
- Trần An Oánh